# Tenochtitlán, Minatitlán
Tenochtitlán är en ort i Mexiko.   Den ligger i kommunen Minatitlán och delstaten Veracruz, i den sydöstra delen av landet, 600 km öster om huvudstaden Mexico City. Tenochtitlán ligger 48 meter över havet och antalet invånare är 360.
Terrängen runt Tenochtitlán är platt norrut, men söderut är den kuperad. Runt Tenochtitlán är det ganska glesbefolkat, med 29 invånare per kvadratkilometer. Närmaste större samhälle är Chuniapan de Arriba, 15,2 km sydväst om Tenochtitlán. Omgivningarna runt Tenochtitlán är en mosaik av jordbruksmark och naturlig växtlighet.